# Поддыбье (Ярославская область)
Поддыбье — деревня в Ростовском районе Ярославской области России. Входит в состав сельского поселения Ишня.
Расположена в 193 км от Москвы, 55 км от Ярославля, 7 км от Ростова, 6 км от федеральной автотрассы М8 «Холмогоры» (европейский маршрут E 115) и в 10 км от ближайшей железнодорожной станции Ростов-Ярославский.

## Население
Население Поддыбья на 1 января 2010 г. составляет 75 чел.
| 2007 | 2010 |
| ---- | ---- |
| 90   | ↘75  |

## Инфраструктура
Основа экономики — личное подсобное хозяйство. Имеется пруд.
Почтовое отделение №152121, расположенное в деревне Судино, на октябрь 2022 года обслуживает в деревне 79 дома.

## Транспорт
Поддубье расположено в 10 километрах от Ростова и 2,4 км от автодороги 78К-0003 «Ростов — Углич». До деревни идет асфальтовая дорога. Ближайшие автобусные остановки находится в деревне Судино (обслуживается маршрутом №102 (Ростов — Судино) и на автодороге «Ростов — Углич» (обслуживаются машрутами №№102, 120 (Ростов — Борисоглебский), 120/233 (Ростов — Борисоглебский), 503 (Ярославль — Углич), 524 (Ярославль — Борисоглебский).